# Feuerprobe

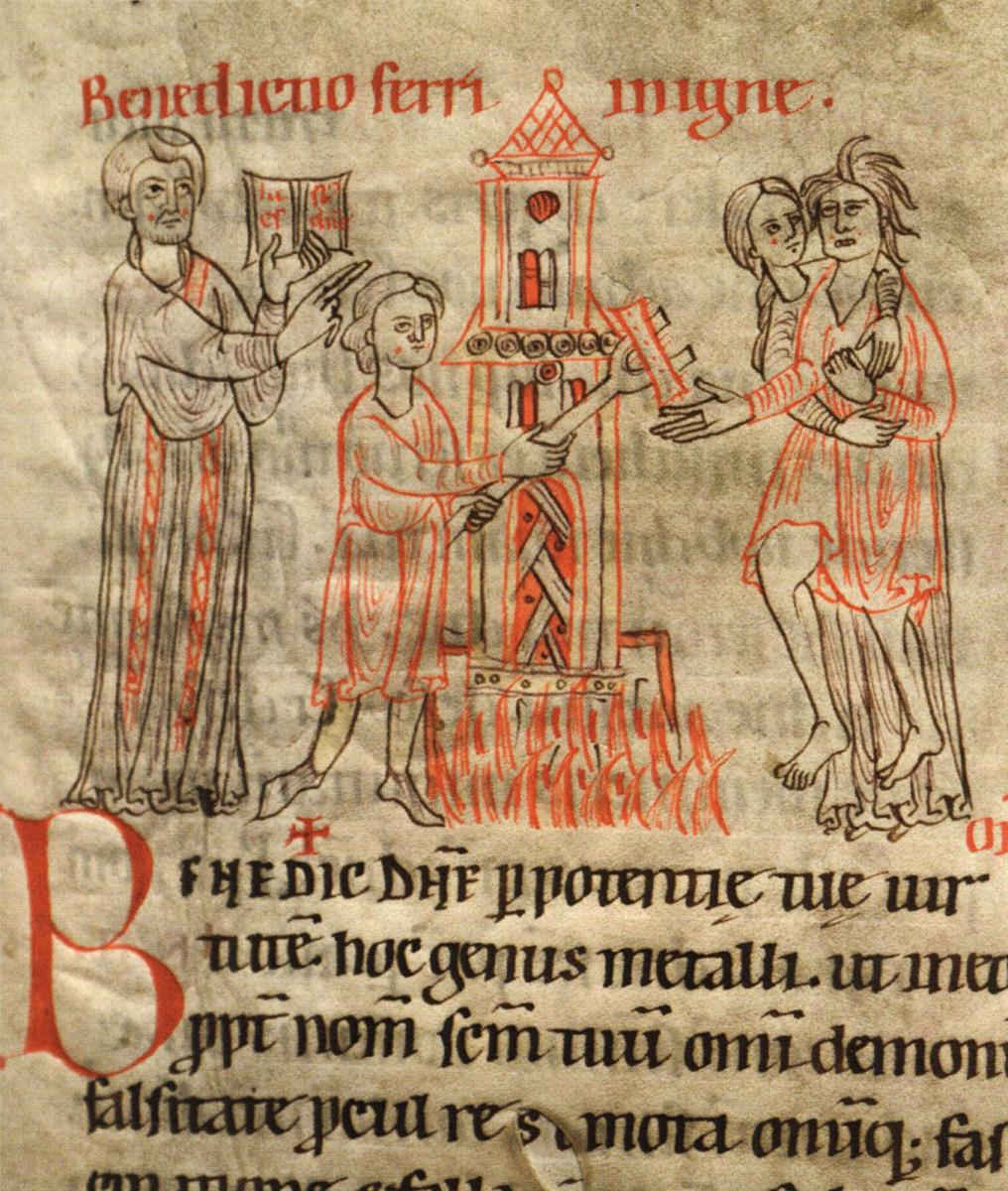
Illustration im Rituale Romanum der Stiftsbibliothek Lambach (12. Jahrhundert)

Die Feuerprobe ist ein archaisches Element der Gerichtsbarkeit, bei der eine Aussage durch Feuer verifiziert wird, das durch mutmaßlich göttliche Hilfe keine schwere Brandwunde zufügt. Im Lauf der Geschichte ging diese Vorgehensweise in der westlichen Welt verloren – und damit auch die ursprüngliche Wortbedeutung. Der Begriff wurde stattdessen zunehmend synonym für eine Bewährungsprobe gesetzt, die nicht mehr in einer gestellten Trainingsumgebung abläuft, sondern die Bewährung im tatsächlichen Einsatz bezeichnet. In einigen Regionen der Erde wird die Feuerprobe im ursprünglichen Sinne jedoch heute noch praktiziert. 

## Gottesurteil
Die Feuerprobe gehörte zu den Gottesurteilen des Mittelalters, durch die die Schuld oder Unschuld eines Angeklagten festgestellt wurde. Ein möglicher Anwendungsbereich war der als Keuschheitsprobe. Die Feuerprobe ist nicht zu verwechseln mit der Folter, deren Zweck es war, einen Angeklagten zum Geständnis zu bringen.
Die Feuerprobe war, wie andere Gottesurteile, bereits bei den Germanen, den Angelsachsen und überhaupt in der Wikingerzeit üblich. Nach der Christianisierung Skandinaviens war sie unter Aufsicht des Bischofs vorzunehmen.
Es gab bei der Feuerprobe verschiedene Varianten:
- Der Angeklagte musste barfuß über sechs oder zwölf rotglühende Pflugscharen gehen;
- der Angeklagte musste ein glühendes Eisen über eine Distanz von neun Fuß oder mehr tragen;
- der Angeklagte musste seine Hand ins Feuer halten.

Wenn der Angeklagte dabei unverletzt blieb, die Verletzung binnen kurzer Zeit (meist drei Tage) verheilte oder seine Verletzung nicht eiterte, galt seine Unschuld als erwiesen, im gegenteiligen Fall wurde er bestraft.
Wie andere Gottesurteile verschwand auch die Feuerprobe im zwölften und dreizehnten Jahrhundert und wurde durch säkulare (weltliche) Gerichtsbarkeit ersetzt. Papst Innozenz III. schrieb um 1213 in einer Dekretale an den Erzbischof von Nidaros, dass das Kirchenrecht die Eisenprobe verwerfe. Das Vierte Laterankonzil von 1215 verbot die Eisenprobe und die übrigen Gottesurteile. Sie wurde aber gleichwohl noch angewandt, so durch Inga, die Mutter Håkon Håkonssons, die noch 1218 mit der Eisenprobe die adlige Herkunft ihres Sohnes bewies.

## Bewährungsprobe
Eine besondere Form der Bewährungsprobe im Einsatz bedeutet der Begriff Feuerprobe in spätfeudaler Zeit, die eine Grundvoraussetzung dafür wurde, dass ein Offizier in den Ritterstand erhoben werden konnte. War es in den zunehmend spezialisierten Armeen vielerorts noch möglich, nach dreißig Dienstjahren im kaiserlichen Heer mit einem Rittertitel belehnt zu werden, so musste man in späteren Ständesystemen noch zusätzlich in einem Gefecht gewesen sein, was hier tatsächlich ein Feuergefecht mit Feuerwaffen war. Offiziere in rückwärtigen Diensten konnten so also nicht den Ritterstand erreichen. Da Kriege jedoch seltener wurden, vor allem von jahrzehntelangen Unterbrechungen begleitet waren, war es am Übergang zur bürgerlichen Zeit seltener, Offiziere zu haben, die die Feuerprobe ihrer militärischen Ausbildung schon bestanden hatten. Diese Begriffsbildung der ritterlichen Feuerprobe wurde dann auch auf nichtmilitärische Ausbildungen übertragen.
Umgangssprachlich wird der Begriff Feuerprobe heute als Synonym für Bewährungsprobe gebraucht, d. h. als ersten wirklichen Einsatz nach Abschluss aller Tests bzw. Übungen unter realen Bedingungen (z. B. bei technischen Anlagen) (siehe auch Puddingprobe, Moments of truth).